# Кокарда

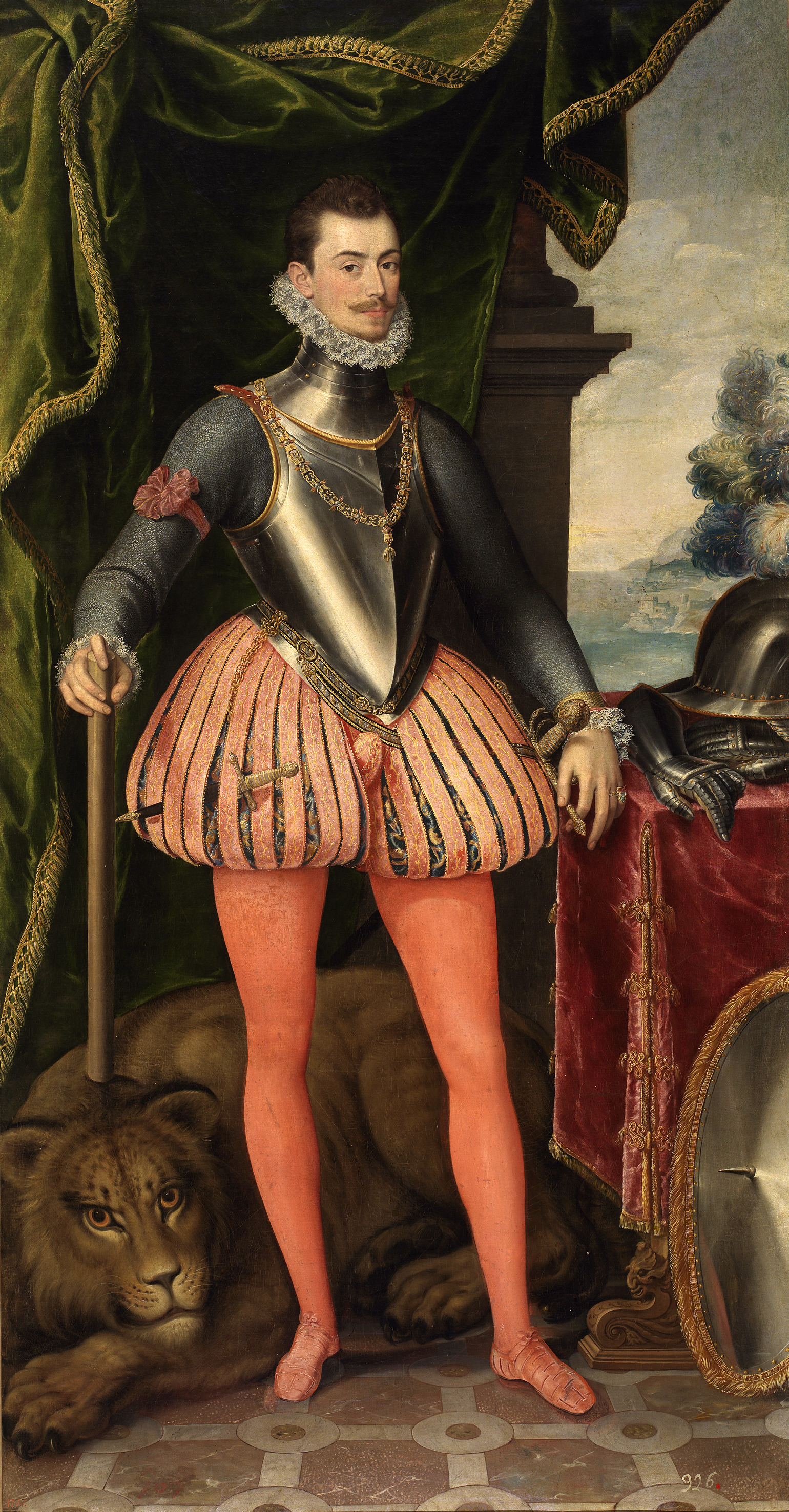
Дон Хуан Австрийский с красной кокардой на плече

Кока́рда (от фр. cocardes, «петушиные перья») — бант, лента, сложенная петлями и сборками, собранная кружком тесьма и прочее, позднее особый металлический или матерчатый знак (изделие) на головном уборе (иногда крепится на плечо, бедро, голень и другие части тела).
Кокарда представляет собой собранную ленту (или розетку из лент) одного или нескольких цветов, круглую или овальную эмблему, штампованную или вышитую, часто снабжённую дополнительными символами. Цвета и символика кокарды обозначают принадлежность к той или иной государству, стране, роду войск вида вооружённых сил или политической партии (фракции). Во многих государствах, как правило, проводят различие между кокардой (cockade), представляющей цвета национального флага или вида вооружённых сил, и эмблемой на головном уборе (cap badge), изображающей герб, символ рода войск и так далее.

## Европа XVIII века
Кокарда как аксессуар получила распространение в Западной Европе XVIII столетия. Мода на кокарды (как и сам термин) пришла из Франции, хотя ещё веком ранее подобием кокард украшали свои шапки венгерские лёгкие кавалеристы — «кроаты» и мадьяры.

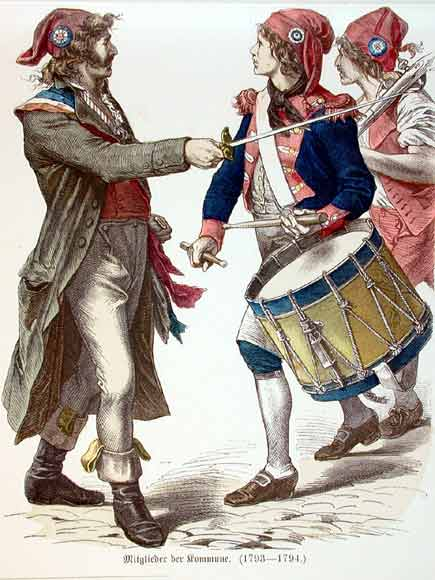
Санкюлоты во фригийских колпаках с трёхцветными кокардами

Первоначально французские кокарды были бумажными и имели разнообразную окраску, но с 1767 года они стали белыми, под цвет династии Бурбонов и носила их только инфантерия.

День мира, день освобожденья, —
О, счастье! мы побеждены!..
С кокардой белой, нет сомненья,
К нам возвратилась честь страны.— Белая кокарда, автор Пьер Жан Беранже (1780—1857), перевод И. Ф. и А. А. Тхоржевские.
Во время Французской революции по предложению маркиза де Лафайета к королевскому белому цвету были добавлены синий и красный — цвета революционного Парижа. Впоследствии эти цвета стали национальными цветами Франции, а бело-сине-красная розетка на шляпе — первой национальной кокардой.

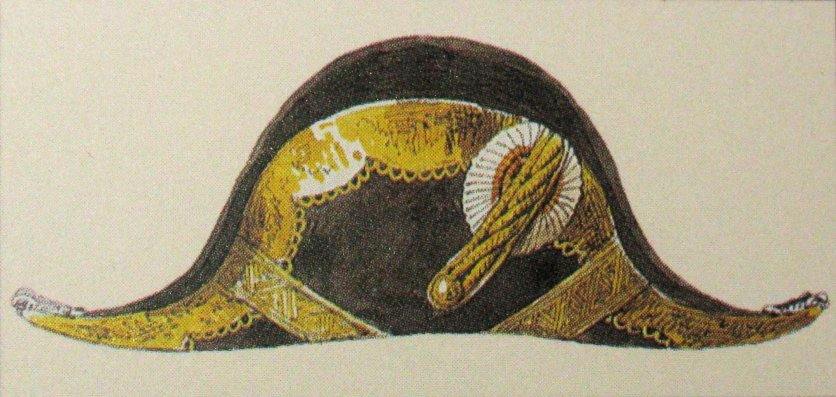
Российская кокарда, большая шелковая, гражданского образца, на парадной двуугольной шляпе чиновника гражданского ведомства 1—2 классов. 1855 год

## Российская империя
Нет единого мнения, когда именно кокарда появилась в русских гвардии и армии и на флоте. Толковый словарь В. И. Даля относит это событие к 1700 году: «Русская кокарда введена в 1700 году белая; в 1764 году чёрная, с оранжевыми краями; в 1815 году прибавлена белая полоска». По другой версии, это произошло с появлением после 1705 года меховых гренадерских шапок, над козырьком которых располагалось штампованное изображение двуглавого орла. По наиболее распространённой точке зрения, первой русской кокардой следует считать «российский полевой знак», учреждённый в 1724 году по случаю подготовки к коронации Екатерины I, когда на шляпы кавалергардов с левой стороны золотой пуговицей прикрепили белый шёлковый бант из лент. Во время правления Анны Иоанновны этот знак был распространён по всей армии, только для унтер-офицеров и нижних чинов шёлк был заменён на шерстяную ткань.
В 1730-х годах чёрный (эмаль орла), жёлтый (или оранжевый), передавал эмаль — геральдическое золото — поле щита, и белый цвета (белым передавали серебряную фигуру Святого Георгия в щитке на груди орла) стали считать государственными цветами Российской империи.
В энциклопедическом словаре Брокгауза и Ефрона указано, что кокарда (фр. cocarde) — значок в виде двух- или трёхцветной розетки, носимый на головном уборе военными и гражданскими чинами; введена французами в XVIII веке; в России с 1730 года, при Анне Иоанновне, под названием банта или полевого знака: белого шелкового у офицеров, белого шерстяного или нитяного у нижних чинов. В 1797 году чёрно-оранжевыми стали кокарды на шляпах военнослужащих, с 1874 года кокарда размещается: военная кокарда на околыше, гражданская — на тулье фуражки.
В последующие годы форма и цвет русских кокард неоднократно менялись и только к 1815 году достигли единообразия: гофрированная матерчатая розетка или металлическая бляшка овальной формы, концентрически раскрашенная (от центра) в чёрный, оранжевый, чёрный, оранжевый и белый цвета.
Вариантом русской кокарды нельзя считать репеёк — деревянную деталь кивера, крепившую султан к тулье. Цвет репейка зависел от чина военнослужащего (серебристый у офицеров, бело-оранжевый у унтер-офицеров) или номера батальона (у нижних чинов). И он мог располагаться на головном уборе вместе с кокардой.
В 1844 году в русских гвардии и армии произошёл переход от киверов к кожаным лакированным каскам (пикельхельм). С этого же года на офицерских фуражках впервые появилась овальная металлическая кокарда. Со временем штампованными трёхцветными кокардами (только не овальными, а круглыми, полвершка в поперечнике) стали украшать и форменные головные уборы гражданских чиновников. В 1857 году император Александр II повелел, «чтобы гражданские чины и все те, коим положено носить на околышах фуражек кокарду — для отличия от офицеров, имели вместо овальной кокарды — круглую, малого размера». С 1874 года кокарду гражданского образца было положено размещать не на околыше, а над околышем фуражки, посередине тульи. На двуугольных шляпах также имелась большая шелковая кокарда гражданского образца.
После Февральской революции 1917 года многие военнослужащие и чиновники закрашивали кокарду в красный цвет или обтягивали её красной тканью в знак разрыва со «старым режимом». После Октябрьского переворота 16 декабря 1917 года кокарда, как и другие элементы формы одежды, была заменена на красную звезду.

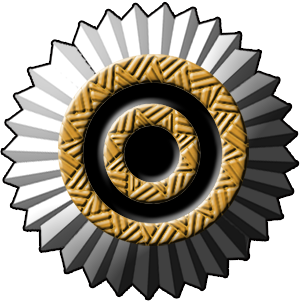
Кокарда классных чиновников всех ведомств государственной службы Российской Империи
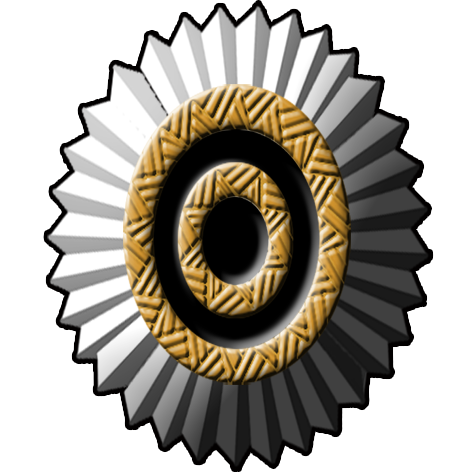
Кокарда офицерская
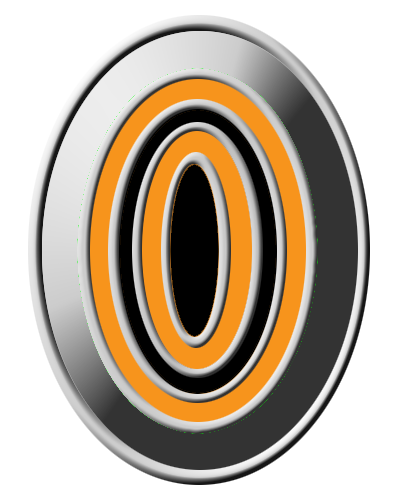
Кокарда нижних чинов
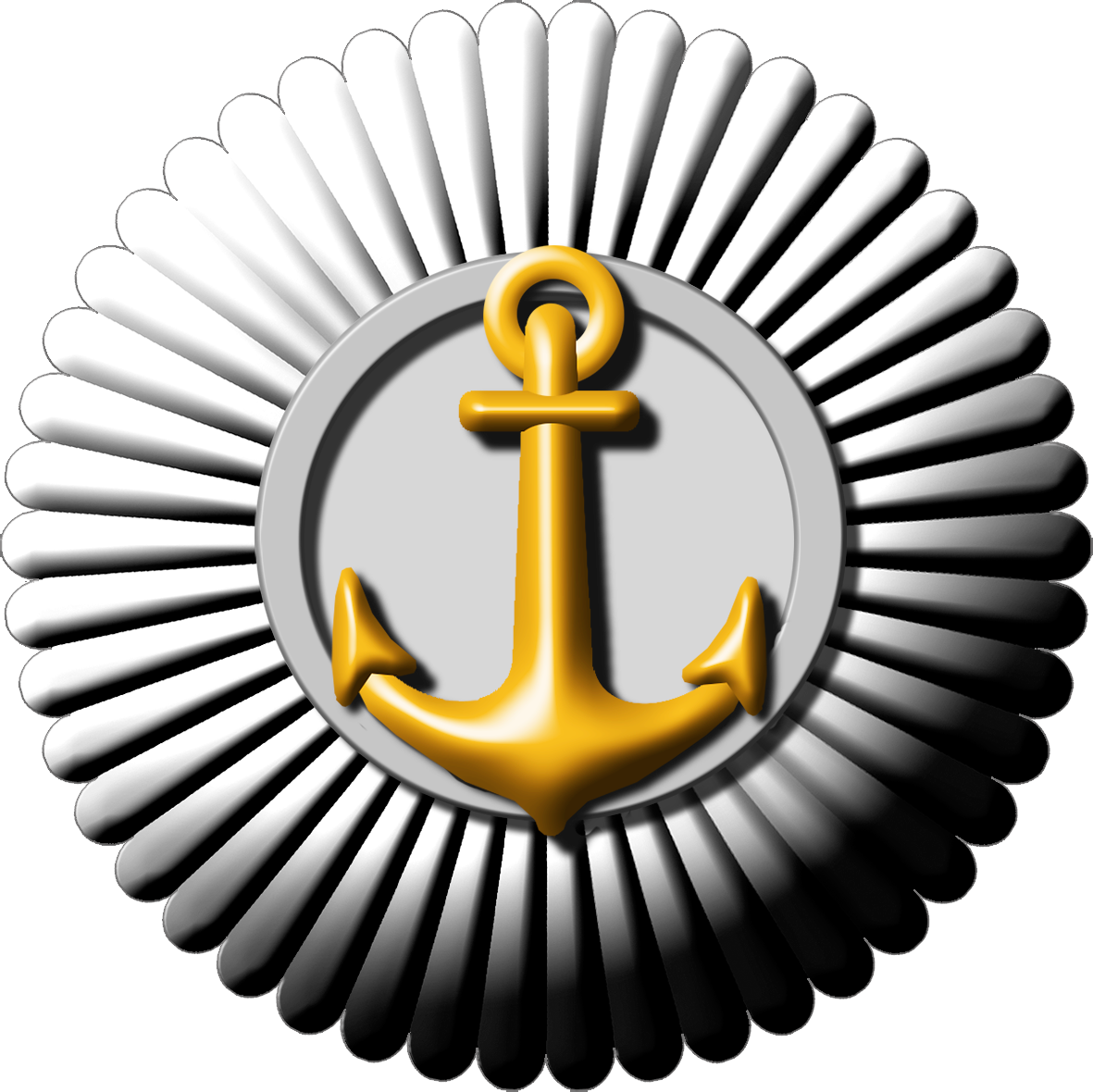
Кокарда на фуражки лиц, служащих на судах торгового флота Российской Империи
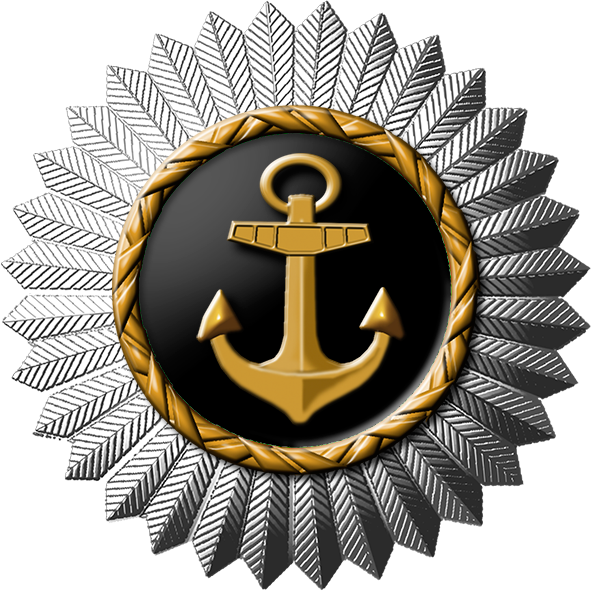
Кокарда на фуражки дипломированных лиц, служащих в лоцманской службе Финляндии
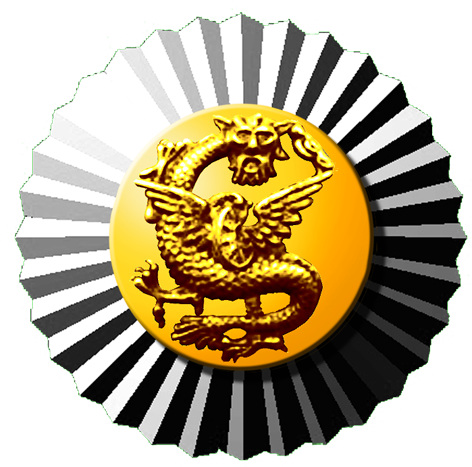
Кокарда командного состава команд судов пароходства КВЖД
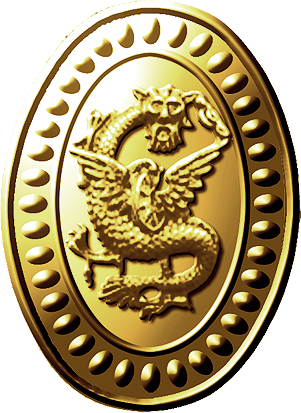
Кокарда нижних чинов команд судов пароходства КВЖД
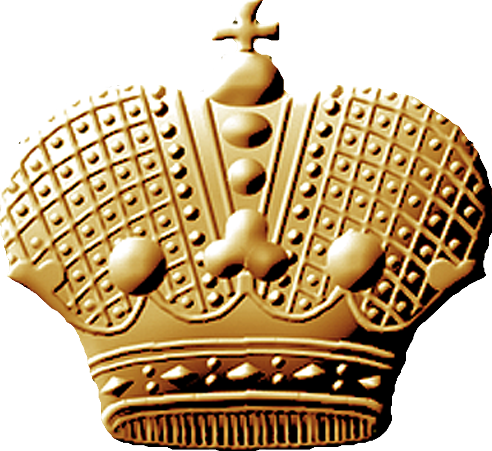
Кокарда командного состава команд судов РОПиТ

## СССР и современная Россия

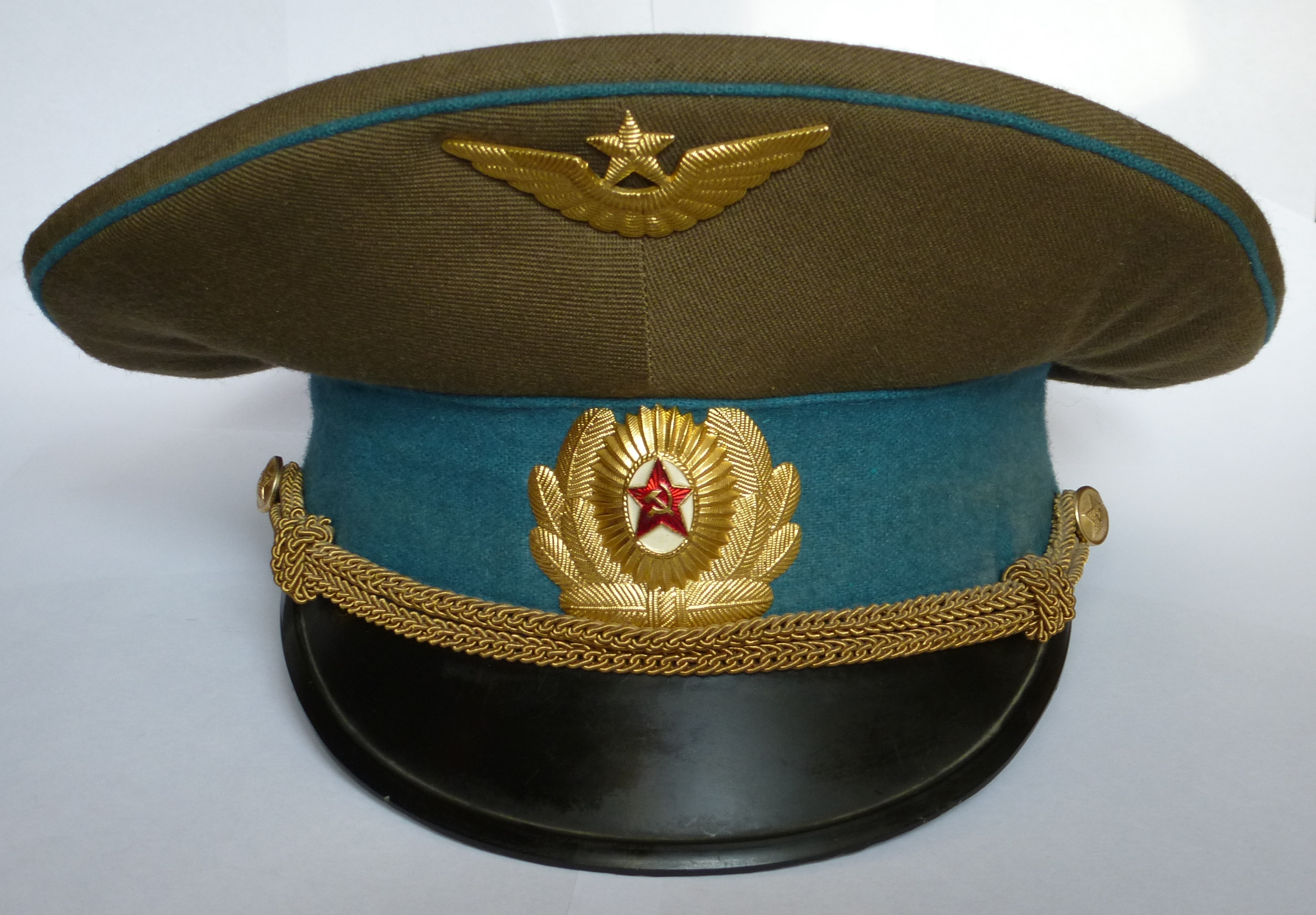
Офицерская фуражка к повседневной форме одежды авиации и ВДВ в СА 1969—1991 годов
На околыше закреплена кокарда с эмблемой, а на тулье эмблема

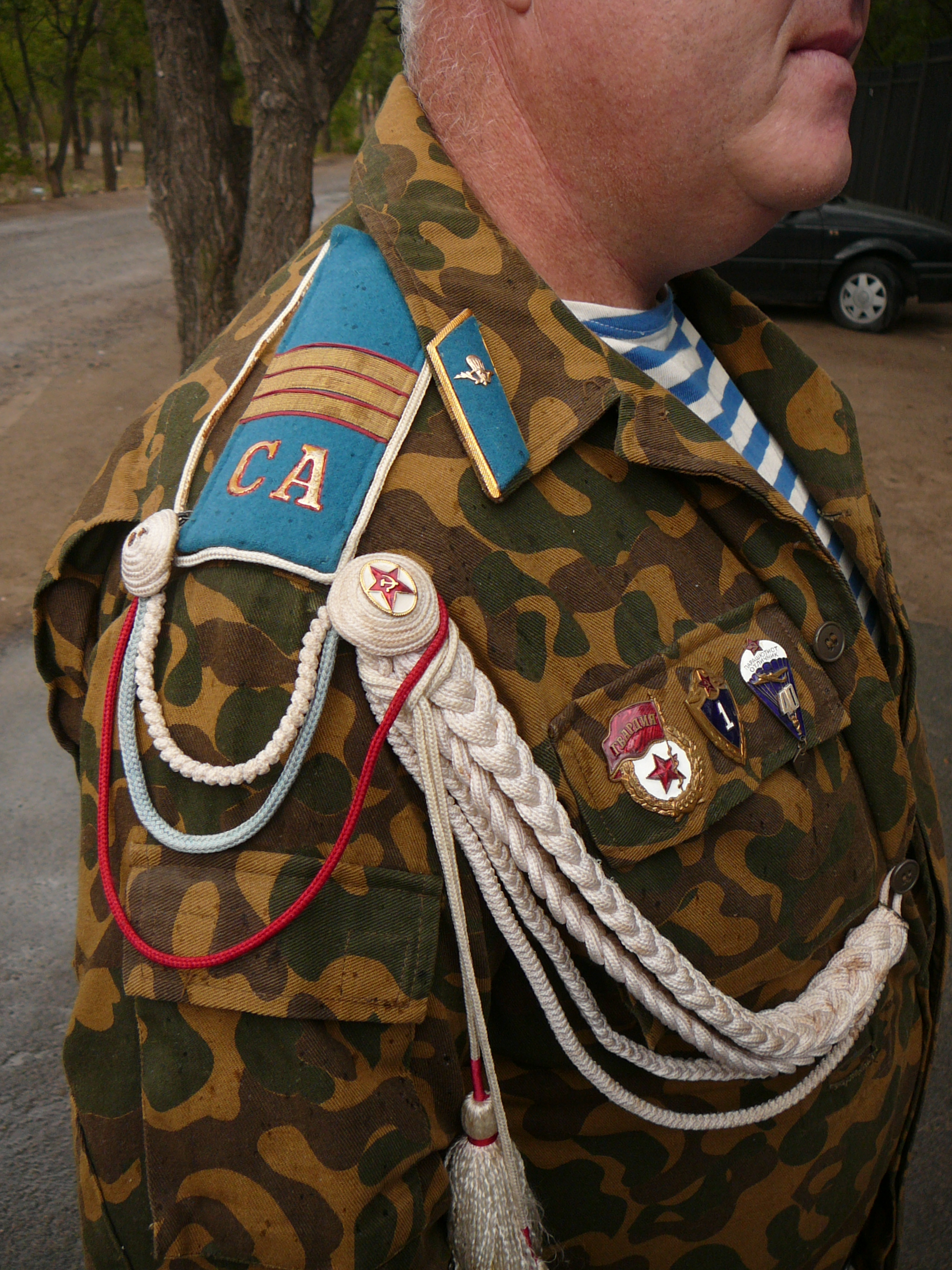
Неуставной «дембельский» самодельный аксельбант воздушно-десантных войск СССР
Использованы офицерские кокарды

В советских вооружённых силах кокарда введена с 1940 года для высшего командного состава РККА, для офицеров и военнослужащих сверхсрочной службы ношение кокарды было введено в 1970-х годах. Существовали специальные кокарды для ВВС (с 1930-х годов), а также кокарда ВМФ, введённая ещё в 1919 году. Прочие командиры и иные категории военнослужащих на головных уборах носили красную эмалевую звезду с эмблемой «Серп и молот», для пилотки и панамы звёздочка была меньшего размера.
В ВМФ СССР кокард не было, а были эмблемы, называемые некоторыми кокардами.
В ВС СССР кокарды носились на околыше фуражки, на зимней шапке-ушанке, папахах полковников и генералов, шапках с козырьком капитанов 1 ранга и адмиралов. Носили кокарды также офицеры, прапорщики и служащие сверхсрочно на беретах (ВДВ и морская пехота, танковые войска), панамах и пилотках с козырьком (тропическое обмундирование).
Общевойсковая повседневная кокарда в ВС СССР была овальной формы с красной звездой в белом медальоне, окруженном золотистыми лучами. Для офицеров авиации и ВДВ была предусмотрена также кокарда, но с эмблемой (обрамление золотистыми веточками). Для парадно-выходной и повседневной фуражек офицеров, прапорщиков, военнослужащих сверхсрочной службы авиации и ВДВ, курсантов авиационных училищ лётчиков (штурманов) Советской армии предусматривалась ещё эмблема на тулье — некоторыми называемая птичка, верхняя кокарда или технический знак. На парадной фуражке всех офицеров носилась кокарда с ещё более развитым обрамлением (для ВДВ и ВВС — с крылатой эмблемой), а фуражки генералов и маршалов украшало различного вида шитье из золочёных нитей вокруг кокарды.
Большинство кокард изготавливалось из алюминия с анодированным золотистым покрытием, существовали бронзовые кокарды того же рисунка, но без белого поля медальона и со звездой, выполненной из «горячей эмали». Такие кокарды назывались «венскими» и изготавливались специально.
Полевая кокарда была стальной и выкрашена в тёмно-зелёный цвет (хаки), носилась на фуражке полевой (на околыше).
В 1995 году для головных уборов военнослужащих ВС России, за исключением Военно-морского флота, была установлена металлическая кокарда единого рисунка в виде золочёной звезды на овальном медальоне георгиевских цветов, окружённом 32 двугранными лучами золотистого цвета с рифлёными гранями. Эта кокарда по своему оформлению практически полностью повторяет кокарду, введённую для офицеров русской армии в 1844 году, но, если в русской армии цвета кокарды являлись Государственными цветами (соответствовали цветам Государственного герба Российской Империи), то кокарда российских военнослужащих государственной символики Российской Федерации не отражает и знаком государственной принадлежности не является. Полевая кокарда такая же, но оливково-зелёного цвета, окрашивается путём оксидирования металла кокарды. Такие кокарды носятся на всех видах головных уборов. Для фуражки предусмотрен ещё и геральдический знак в виде двуглавого орла с распростёртыми крыльями, носится поверх кокарды на тулье.
Для ВМФ кокарда изготовляется в виде овального медальона чёрного цвета с золотистым якорем и окружением из золотистых лучей. Такая кокарда носится офицерами на пилотке, а прочими категориями военнослужащих — на всех видах формы. Кокарда офицеров имеет обрамление из золотистых листьев (штампованное из алюминия или шитое золотыми нитями), адмиральские кокарды имеют шитый орнамент специальной формы. Геральдический знак прикрепляется к верху овала кокарды и носится вместе с ней.

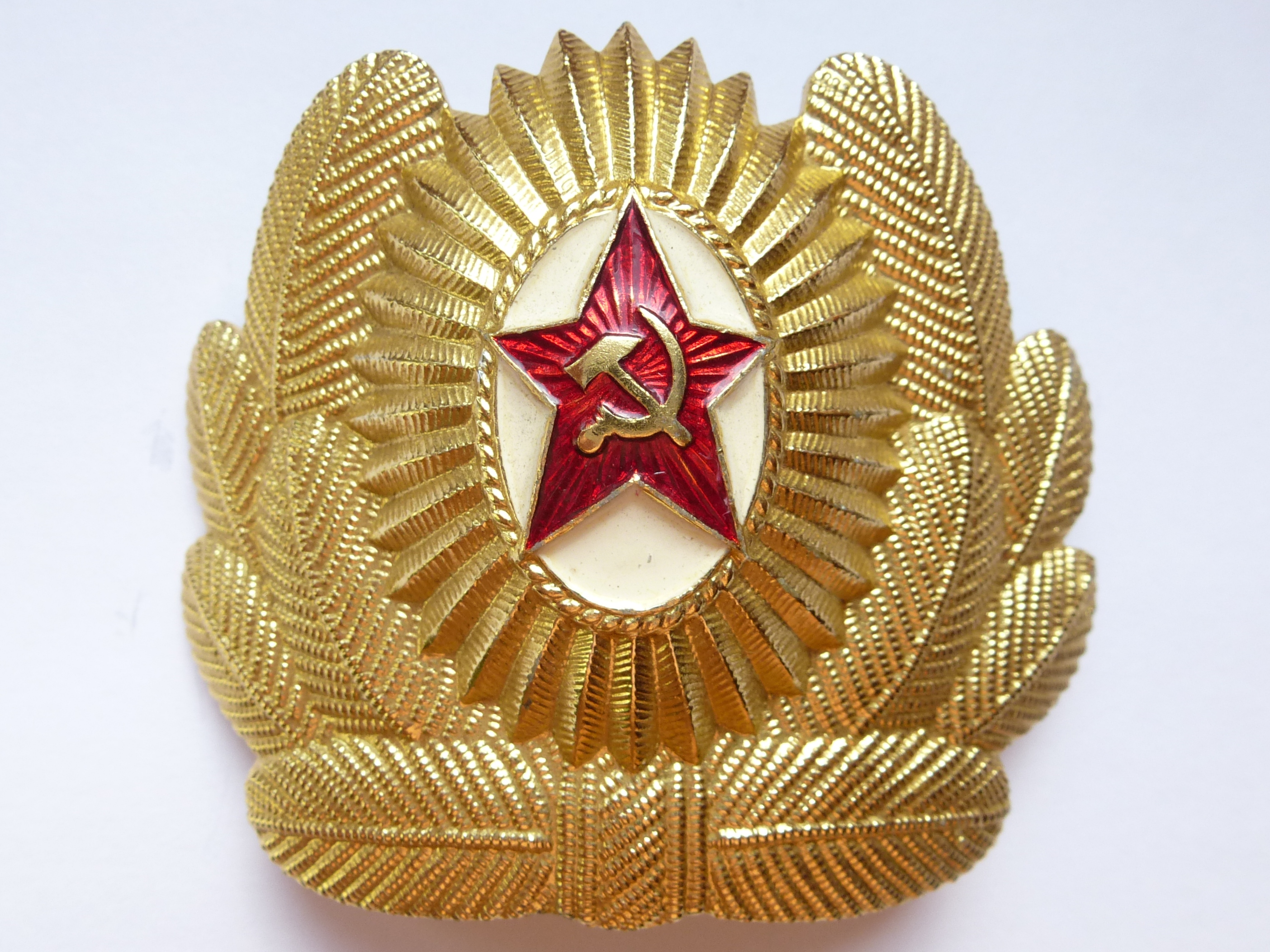
Кокарда с эмблемой на шапку-ушанку и фуражку для повседневной формы одежды офицеров авиации и ВДВ в СА 1969—1991 годов
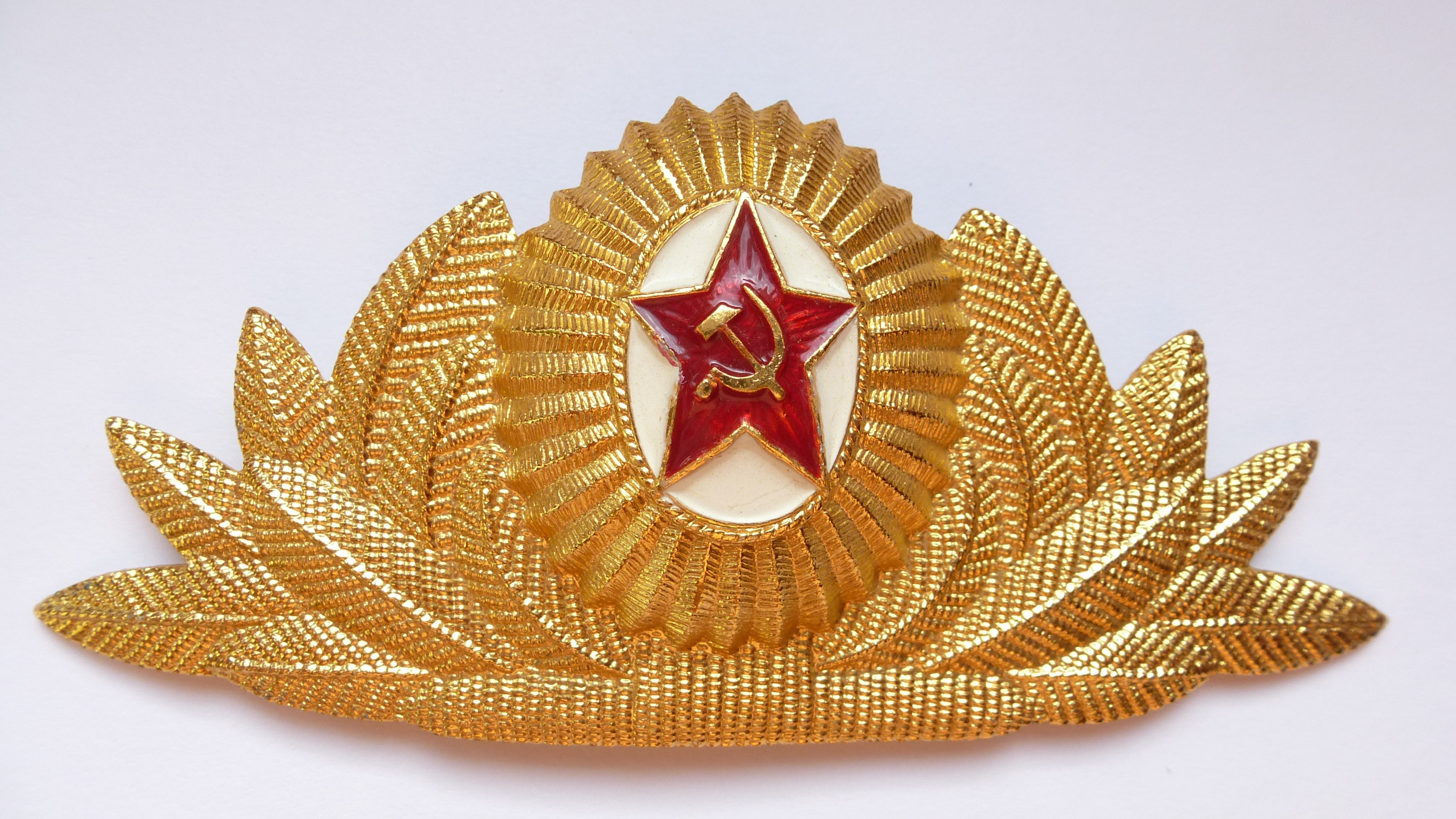
Кокарда с эмблемой к фуражке и берету для парадной формы одежды офицеров СА 1969—1991 годов
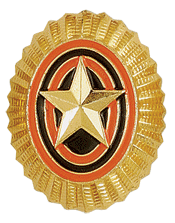
Общевойсковая кокарда рядового ВС России, 1994—2005 годов.
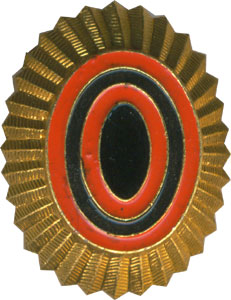
Кокарда ВС России, 2006[9] — 2011 годов

### Кокарды гражданских ведомств СССР

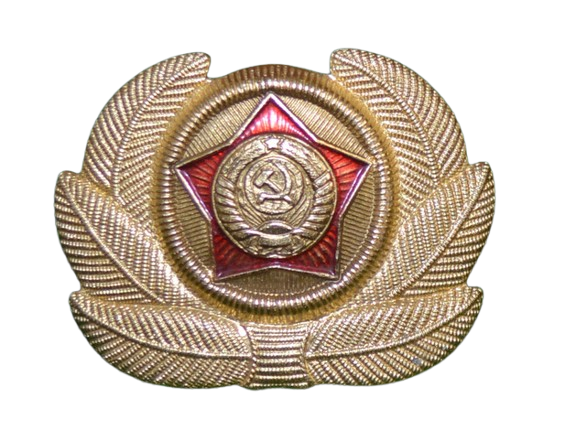
Министерство связи
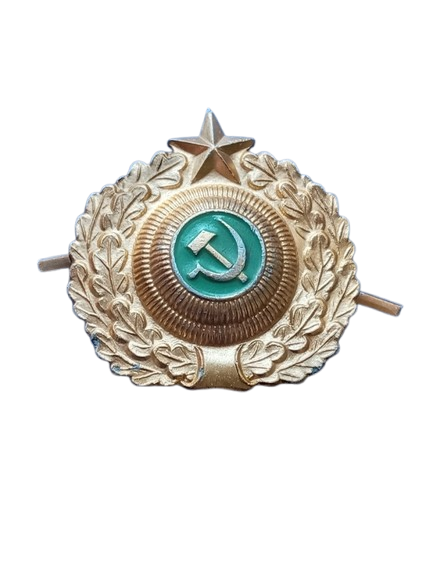
кокарда лесника СССР
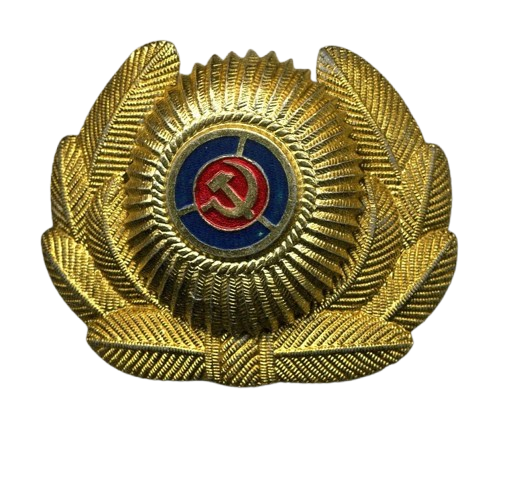
кокарда министерства транспорта СССР
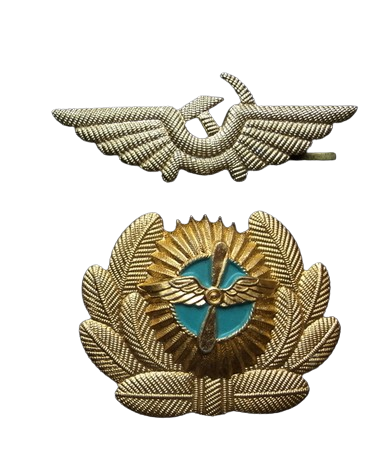
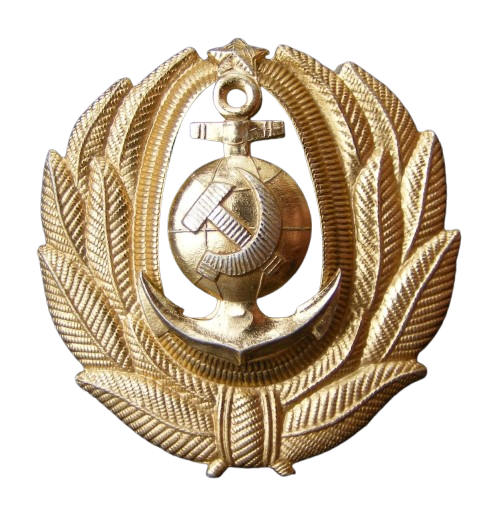
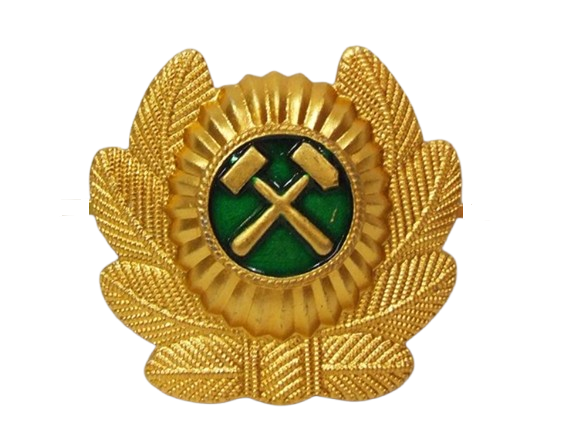
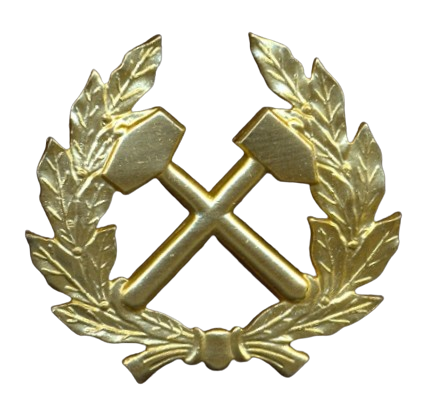
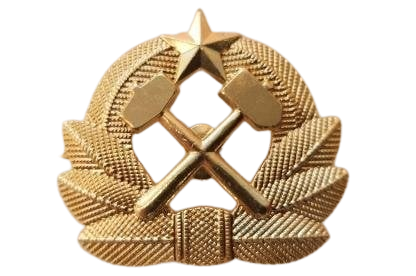

## Цвета
В энциклопедическом словаре Брокгауза и Ефрона указано, что кокарда имеет следующие цвета в:
- Австрии — чёрная-жёлтая;
- Венгрии — зелёная-белая-красная;
- Италии — красная-белая-зелёная;
- Испании — красная;
- Англии — чёрная;
- Нидерландах — оранжевая;
- Швеции — жёлтая;
- Германии — чёрная-белая-красная.